# Melinis
Melinis (synoniem: Rhynchelytrum) is een geslacht uit de grassenfamilie (Poaceae). 